# Jacek Jurzak
Jacek Jurzak (ur. 16 października 1946 w Bielsku, zm. 23 września 2005 w Rochester) – polski kierowca wyścigowy, pilot rajdowy, konstruktor, szpieg CIA.

## Życiorys
Urodził się w Bielsku-Białej jako syn Tadeusza.
W latach 1974–1977 był pilotem rajdowym Ewalda Pauliego oraz Wiesława Cygana w RSMP. W 1976 wywalczył wraz z Cyganem tytuł mistrza Polski w klasie Polskiego Fiata 126p.
Również w 1976 zadebiutował w WSMP.
Pracował jako adiunkt w Politechnice Łódzkiej (filia w Bielsku-Białej), a w 1981 zdobył stopień naukowy doktora. Inspirując się projektami samochodów Formuł: 1, 2 i 3, skonstruował pod koniec lat 70. w Bielsku-Białej samochód JJ-01. Jurzak w przedniej części tego pojazdu w miejsce ramy rurowej zastosował monokok, co było novum w krajach bloku wschodniego. Samochód był napędzany silnikiem Łada. Jurzak startował nim do 1984, jednak nie odniósł znaczących sukcesów. Współuczestniczył również w projekcie samochodu EK 85.

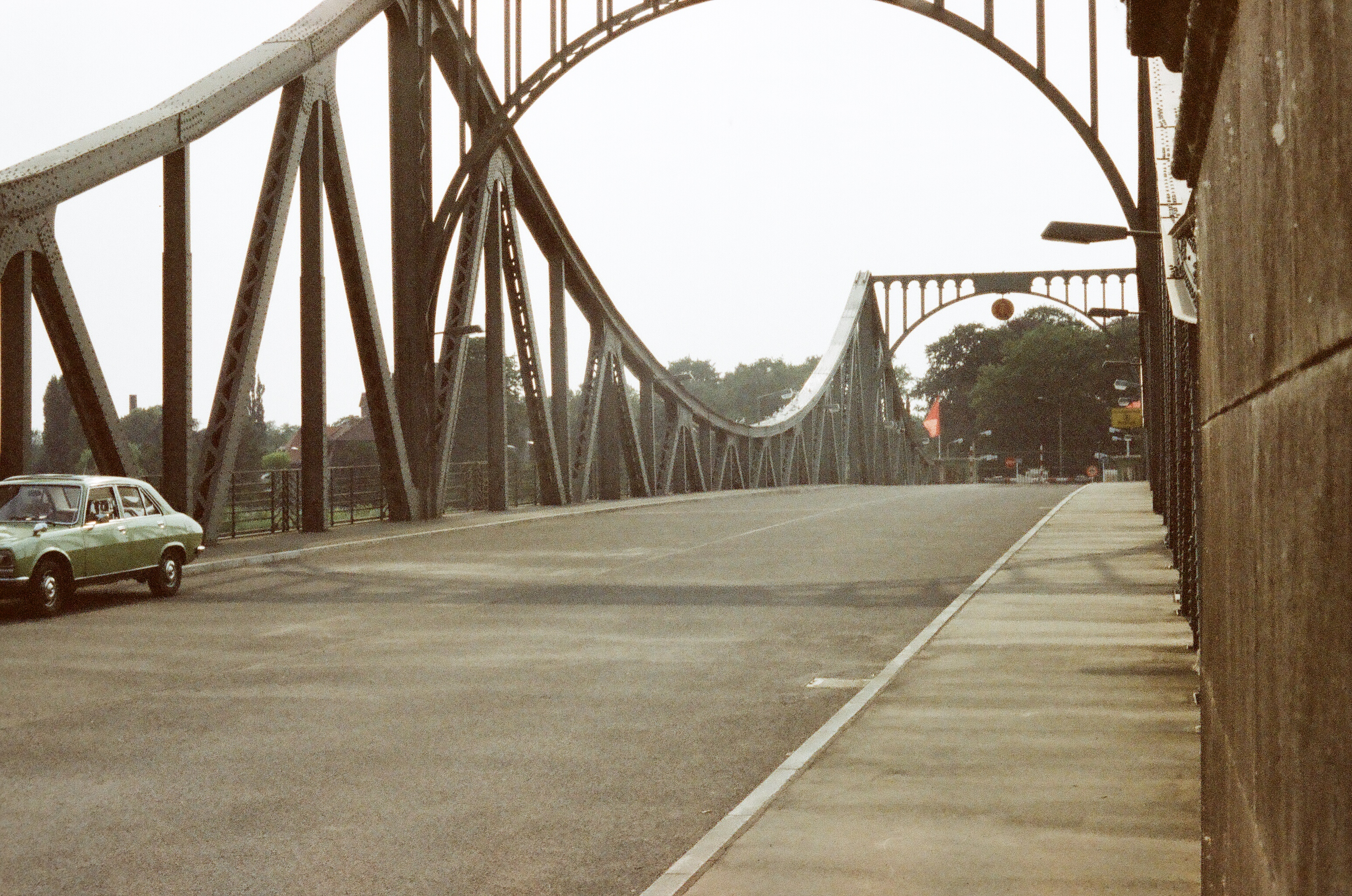
Most Glienicke (widok w 1987)

W latach 1972–1973 był szkolony jako funkcjonariusz polskiego wywiadu. W kwietniu 1980 podjął współpracę z CIA (ps. „Michał”), za co został 10 listopada 1983 aresztowany. W pierwszej instancji w 30 maja 1984 został skazany za szpiegostwo na 15 lat więzienia, natomiast, po apelacji, sąd drugiej instancji skazał go 30 czerwca 1984 na 25 lat pozbawienia wolności. 11 czerwca 1985 na moście Glienicke (Berlin) został wraz z czterema innymi szpiegami amerykańskimi przekazany Stanom Zjednoczonym w zamian za Mariana Zacharskiego.
W 1993 został współautorem patentu „System i metoda automatycznego sterowania pojazdem po pasie drogi” (US 5245422 A). Zmarł w 2005 w Rochester.